# У старому виході на сцену
У старому виході на сцену (англ. At the Old Stage Door) — американська короткометражна кінокомедія режисера Хела Роача 1919 року.

## Сюжет
Герой відвідує оперу, де його випадково сприймають як керівництво. До нього ставляться як до царської особи, доки не розкриється обман.

## У ролях
- Гарольд Ллойд
- Снуб Поллард
- Бібі Данієлс
- Семмі Брукс
- Лью Харві
- Гас Леонард
- Джеймс Перрот
- Аль Ст. Джон
- Дороті Волперт
- Ной Янг